# الصويني
قرية الصويني هي إحدى القرى التابعة لمركز ديرب نجم في محافظة الشرقية في جمهورية مصر العربية. حسب إحصاءات سنة 2006، بلغ إجمالي السكان في الصوينى 7042 نسمة، منهم 3555 رجل و3487 امرأة.

## التاريخ
قرية الصويني من القرى القديمة، حيث وردت باسم «الصويني» في أعمال الشرقية ضمن قرى الروك الناصري التي أحصاها ابن الجيعان في كتاب «التحفة السنية بأسماء البلاد المصرية». وفي العصر العثماني وردت باسم «الصويني» في التربيع العثماني الذي أجراه الوالي العثماني سليمان باشا الخادم في عصر السلطان العثماني سليمان القانوني ضمن قرى ولاية الشرقية، وفي تاريخ 1228هـ/1813م الذي عدّ قرى مصر بعد المسح الذي قام به محمد علي باشا باسم «الصويني» ضمن قرى مديرية الدقهلية حيث انتقلت تبعية القرية إلى مديرية الدقهلية في تاريخ 1228هـ، ثم عادت حديثًا إلى محافظة الشرقية.